# Feliks Łubieński
Feliks Walezjusz Władysław Łubieński (nacido el 22 de noviembre de 1758 en Minoga, cerca de Olkusz, y fallecido el 2 de octubre de 1848 en Guzów) fue un político polaco, jurista, ministro de Justicia del  Gran Ducado de Varsovia, starosta de Nakieł, miembro de los Amigos de la Constitución y un conde prusiano. Con el Código Napoleón, introdujo el matrimonio civil y el divorcio en la Polonia tradicionalmente católica.

## Antecedentes
El clan Łubieński pertenece a la nobleza polaca, ' szlachta ', y es originario de Łubna-Jarosłaj cerca de Sieradz. Feliks era hijo de Celestyn y Paula, de soltera Szembek, de ascendencia austriaca. Su padre murió en 1759 y su madre se volvió a casar con Jan Prosper Potocki, starosta de Guzów, con quien tuvo un hijo, Prot. Su segundo marido murió en 1761. Luego se casó con Andrzej Ogiński, starosta de Troki, con quien tuvo una hija, Józefa. y un tercer hijo, Michał Kleofas Ogiński. Se convirtió en un destacado compositor y fue enviado polaco a Londres, entre otras capitales, durante el período de crisis de su nación que fueron las particiones de Polonia. Debido a esta conexión familiar y una relación de larga data con la corte prusiana, Feliks pudo, más tarde en su vida, hacerse cargo de la vasta propiedad de Guzów.

### Primeros años
Hasta la edad de cinco años, Felix vivió con su abuela materna, Jadwiga Szembekowa en Minoga. Luego, su crianza estuvo a cargo de su tío abuelo paterno, el primado, Władysław Aleksander Łubieński (1703-1767), a quien Feliks debió su 'magnífico' comienzo en la vida. A partir de 1767, debido a los legados del primado, pasó bajo la tutela efectiva de Federico Guillermo II de Prusia y fue educado por los jesuitas en Varsovia. Esta tutela demostraría ser fundamental más adelante en su vida. Luego estudió derecho en las universidades de Siena y Roma. A esto le siguió un breve período de trabajo en la oficina del Gran Canciller de Wilno, Michał Fryderyk Czartoryski. Sin embargo, este último murió pronto y, habiéndose casado con Teodora Rogalińska en 1776, Feliks se instaló con ella en sus propiedades cerca de Sieradz en Kalinowa y en Szczytniki. La pareja no tuvo hijos y el matrimonio fue anulado en 1778.[cita requerida]

## Carrera profesional
Lo eligieron en 1788 como miembro para el voivoidato de Sieradz al Gran Sejm. Entre 1789-1792 fue capitán de la Caballería Real. Perteneció al frente patriótico y fue uno de los redactores del Acta de Confederación del Sejm. Guio la aprobación de la Constitución del 3 de mayo en febrero de 1792 en el Sejmik local de Sieradz. Organizó una asamblea de la nobleza de Sieradz que expresó su simpatía por la nueva constitución. En 1792 apareció en la lista del enviado ruso, Jakov Bułhakow, que incluía a las personas con las que los rusos podían contar en caso de una nueva confederación y el derrocamiento de la Constitución del 3 de mayo.
Recibió con "respeto" la noticia de que el rey Stanisław August Poniatowski se había unido a la Confederación de Targowica y, sin embargo, le escribió al rey: "Me confunde que esto haya sucedido". Durante la guerra polaco-rusa de 1792 fue comisionado de Sejm para Tadeusz Kościuszko . Tras la contienda, pidió la liberación de los prisioneros polacos en el reino de prusiano. Después de la Segunda Partición de Polonia (1793), sus propiedades, Kalinowa y Szczytniki, se encontraron en la Partición de Prusia. En 1793 agasajó en Szczytniki, en presencia de alrededor de 100 miembros de la nobleza local, a Federico Guillermo II de Prusia, que había realizado una gira por los territorios conquistados. Łubieński era tanto miembro de la coalición secreta que preparaba la Insurrección de Kosciuszko como participante de la propia insurrección. Tras la partición final de Polonia en 1795, las propiedades de Łubieński se encontraron en Prusia, al igual que la de su madre viuda, Paula Ogińska. Debido a su enorme tamaño (6.000 hectáreas), Guzów fue confiscada por el rey y entregada a uno de sus leales ministros, Karl Georg von Hoym. Von Hoym se empeñó en volver a venderlo a Ogińska, su más reciente propietaria legal. Łubieński intervino en esta coyuntura y, con el respaldo del rey de Prusia, organizó un intercambio con von Hoym de tal manera que le compró sus dos fincas en Kalinowa y Szczytniki a cambio de Guzów. Así obtuvo el control de la antigua propiedad de su madre y se convirtió en starosta de Guzów. En 1823 se retiró allí definitivamente. En 1798, Federico Guillermo III le concedió el título hereditario de conde prusiano.

### Época napoleónica
En 1806, durante su estancia en Varsovia, Napoleón Bonaparte lo nombró miembro de la comisión de gobierno como Director de Justicia y Fe. Parte de la función de Łubieński era preparar la introducción del Código Napoleón en el Ducado de Varsovia. Del 5 de octubre de 1807 a mayo de 1813 fue ministro de Justicia del Ducado. En su cargo demostró tanto su considerable capacidad organizativa como su deseo de ampliar la profesionalidad jurídica. Introdujo el matrimonio civil y el divorcio. En 1808 financió, a sus expensas, la creación de una Escuela de Derecho en Varsovia, basada en los cursos para funcionarios judiciales que habían comenzado en 1807. En 1811 su instituto se convirtió en la Escuela de Derecho y Administración. Por razones principalmente prácticas relacionadas con la gestión de las fincas, Łubieński se opuso al fin de la servidumbre en Polonia y fue uno de los instigadores del Decreto de diciembre. En 1812 fue nombrado miembro del Consejo Central de la Confederación General del Reino de Polonia.
No era especialmente apreciado por sus contemporáneos: se le consideraba a la vez obsequioso y exigente de una estricta discicipla en su función oficial y fanático. Sin embargo, esta opinión es discutida por el abogado y diarista contemporáneo Kajetan Kozmian, padre de los hermanos Kozmian. Sus diarios se publicaron póstumamente en 1874.

## Familia

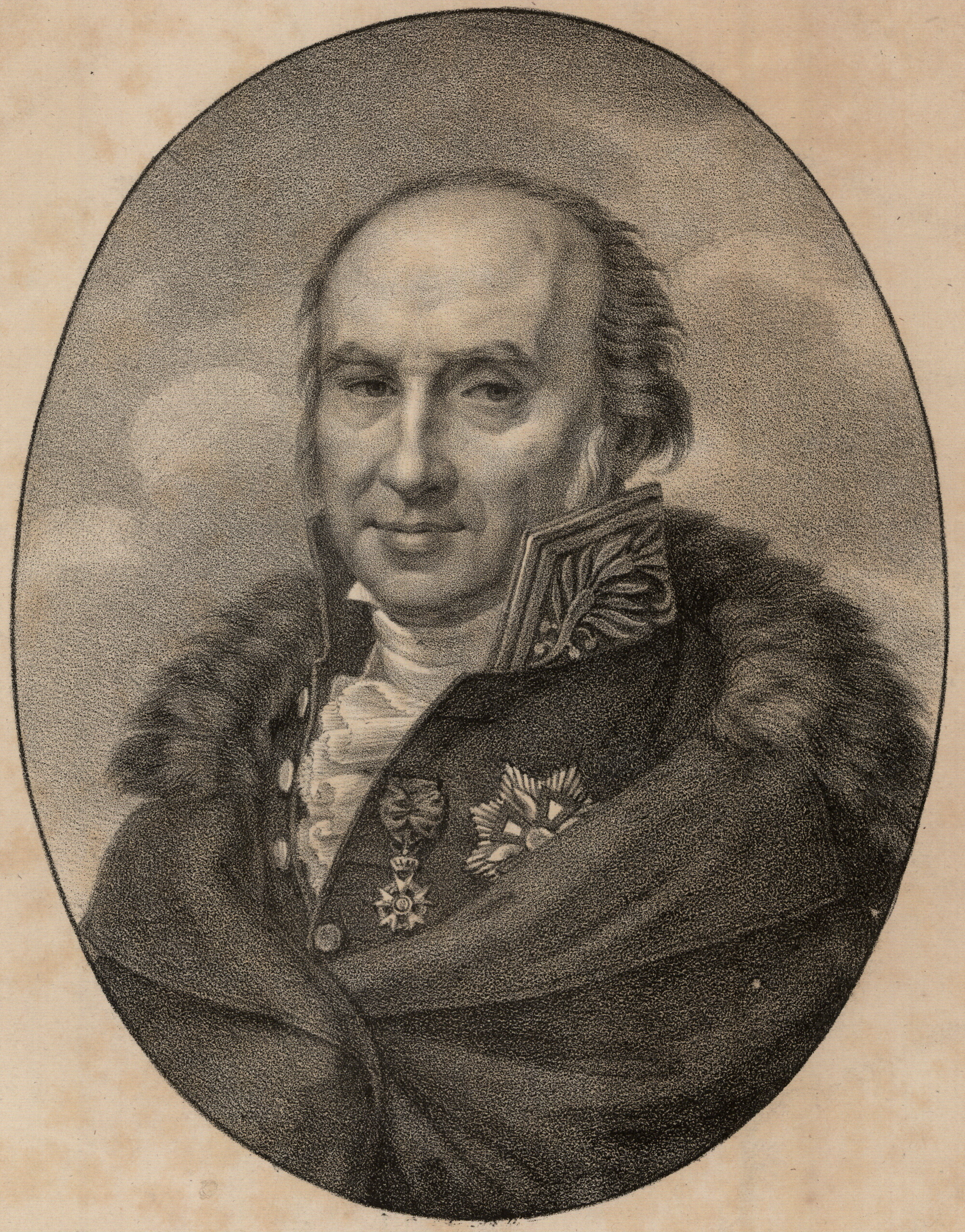
'Conde Félix Lubieński'. Litografía de Józef Sonntag

Se casó dos veces, la segunda en 1782 con Tekla Teresa Lubienska, nieta de la familia principesca Sanguszko, destacada autora de libros infantiles, dramaturga y traductora. En su dote le aportó un magnífico palacio en el centro de Varsovia y el enclave de Bielino. Tuvieron diez hijos, tres hijas: Maria, Paulina y Róża (más tarde esposa de Ludwik Sobański ), y siete hijos: Franciszek Ksawery, Tomasz Łubieński, Henryk, Piotr, Tadeusz, Jan y Józef.
Su esposa murió de un aneurisma mientras visitaba Cracovia en 1810. Durante su prolongada viudez, Feliks no volvió a casarse, pero se convirtió en patriarca de su extensa familia y mantuvo una activa correspondencia con sus hijos y decenas de nietos. Murió en Guzów en 1848 y fue enterrado en el cementerio de Wiskitki.

## Legado
Una reciente evaluación histórica del servicio público de Łubieński elogió su contribución a la cultura y la educación del país a través de una sólida administración pública, que incluía procedimientos legales y un sistema judicial, la introducción de archivos estatales, una biblioteca nacional, una imprenta gubernamental y un servicio civil educado y eficaz. Durante su larga viudez se interesó por la carrera y el bienestar de sus hijos. Alentó su espíritu emprendedor guiándolos hacia un matrimonio "beneficioso", como en el caso de Józef, que se casó con la dueña de la finca Pudliszki, donde abrió una fábrica de azúcar, precursora de una fábrica de procesamiento de frutas y verduras que funciona hasta hoy. O, en el caso de los hermanos mayores, encabezados por Henryk, les donó Ruda Guzowska, una extensión de terreno para que iniciaran su revolución textil. Rápidamente se fundó una industria y una exitosa ciudad fabril, conocida hoy en día como Żyrardów.

## Premios y distinciones
- 1778 Orden de San Estanislao[12]
- 1791 Orden del Águila Blanca (Polonia)
- 1798 título de nobleza prusiana de conde
- 1805 Orden del Águila Roja[6]